# 九州交響楽団
公益財団法人九州交響楽団（きゅうしゅうこうきょうがくだん The Kyushu Symphony Orchestra）は、日本のオーケストラの一つで、福岡市を本拠地とする九州で唯一、公益社団法人日本オーケストラ連盟の正会員であるプロ・オーケストラである。国内の地方オーケストラの中では歴史が古い団体であり、九州の楽壇をリードする存在である。通称「九響（きゅうきょう）」。

## 概要
1953年、九州大学の学生オケである九大フィルハーモニーオーケストラのメンバーや当時のNHK福岡放送局の管弦楽団等の有志と、指揮者の石丸寛により結成された福岡交響楽団を前身として発足し、1973年にプロオーケストラに改組され活動を開始した(1975年に財団法人、2013年に公益財団法人化)。主に福岡県内と九州各地で年に100回から130回程度の演奏活動を実施している。
さらに1983年に最初の東京公演や大阪公演を行い、以後近年まで数回の東京公演で高い評価を得る。1990年に大韓民国釜山市での公演を行い、以後アジアの玄関口福岡のオーケストラとしての交流にも取り組んでいる。
演奏面では1983年よりモーツァルトの全交響曲と全ピアノ協奏曲(Vn協奏曲・管弦楽曲も追加、回によって交響曲の重複演奏もあった)を没後200年の1991年まで9年かけて41回のコンサートで取り上げる企画《モーツァルトをあなたに！》を行い、また1998年～2003年には園田高弘のピアノ、大山平一郎の指揮でベートーヴェンとブラームスのピアノ協奏曲全曲を定期演奏会や特別演奏会で取り上げる(ベートーヴェンはCD化された)など、古くからテーマを絞った企画プログラムに熱心である。
近年は指揮者とコンサートマスターの充実で技術レベルは飛躍的に向上し、三大都市圏のオーケストラと同等の意欲的プログラムを取り上げる機会が増えている。

## 指揮者
- 1953年～石丸寛（常任～1956年）
- 1956年～森正（常任～1980年）、安永武一郎（常任～1980年）
- 1968年～カール・エスターライヒャー（名誉指揮者～1981年)
- 1976年～フォルカー・レニッケ(常任～1980年）
- 1981年～黒岩英臣（常任～1988年）、小泉和裕（首席客演指揮者～1988年）、安永武一郎（名誉指揮者～1998年）
- 1989年～小泉和裕（首席～1995年）
- 1995年～石丸寛（音楽監督～1998年）
- 1996年～山下一史（常任～1998年）、小林研一郎（首席客演指揮者）
- 1999年～大山平一郎（常任～2004年）、石丸寛（永久名誉音楽監督）、安永武一郎（永久名誉指揮者）
- 2004年～秋山和慶（ミュージック・アドヴァイザー／首席～2013年）
- 2006年～ダヴィド・ゲリンガス（首席客演指揮者～2013年）
- 2013年～秋山和慶（桂冠指揮者）
- 2013年～小泉和裕（音楽監督・首席）
- 2024年～太田弦（首席指揮者）

なお、在任期間の長さと幅広さということもあるが、各種定期演奏会等で一番多く指揮台に立っているのは小泉和裕である。ほぼ毎年演奏会に客演しており、楽団員の信頼も厚く九響にとってもっとも縁の深い指揮者の一人と言える。また、永久名誉指揮者の安永武一郎の子息が元ベルリン・フィルハーモニー管弦楽団の第一コンサートマスター、安永徹である。そのため共演回数も多い。

## 楽団員
- 桂冠コンサートマスター：豊嶋泰嗣（新日本フィルハーモニー交響楽団ソロ・コンサートマスター）
- ソロコンサートマスター：扇谷泰朋（日本フィルハーモニー交響楽団ソロ・コンサートマスター）
- コンサートマスター：西本幸弘
- アソシエート・コンサートマスター：原雅道

## 九響合唱団
合唱つき作品を共演する専属の合唱団として、1996年1月に初代音楽監督石丸寛の提唱で発足した。専属団体であるが、自主運営をし、オーディションにより入団者・出演者を決定している。これまでに、J.S.バッハ「マニフィカート」、ハイドン「天地創造」、オルフ「カルミナ・ブラーナ」、モーツァルト・ヴェルディ・フォーレ・デュリュフレ「レクイエム」、ブラームス「ドイツ・レクイエム」、ウォルトン「ベルシャザールの饗宴」、ベートーヴェン「ミサ・ソレムニス」などを九州交響楽団と共演。2008年発売のCD<九響シリーズ５>では、ラヴェル「ダフニスとクロエ」を、また小泉和裕の指揮によりマーラーの合唱付き交響曲である「交響曲第8番《千人の交響曲》(2019年発売)」「同第3番(2020年発売)」「同第2番《復活》(2023年発売)」を九州交響楽団とともに録音している。

## 練習場
専用練習場は福岡市城南区の末永文化センター。九響事務局もここにある。演奏会の練習はもちろん、近年はその響きの良さを利用してレコーディングも積極的に行われる。また、末永文化センター主催で九響楽団員を中心に室内楽を演奏する「末永の森コンサート」が催されている。

## 演奏会
定期演奏会
年間9回(前期4～7月と後期9～12月＋翌2月)、アクロス福岡の福岡シンフォニーホール(1,871席)で公演。
演奏会ごとにタイトルを設けている。
天神でクラシック
年間4回、FFGホールで公演。
小さめのホールの特性を生かし、指揮者やナビゲーターによるトークのついたプログラム。
名曲・午後のオーケストラ
年間4回、土日祝日にアクロス福岡の福岡シンフォニーホール(1,871席)でマチネ公演。
そのうち一回は年末の第九公演となる。
ニューイヤーコンサート
1月初旬開催。1985年より毎年催されている。曲目はシュトラウスのワルツ・ポルカ等。
北九州定期演奏会
年間2回、北九州芸術劇場(小倉北区)、北九州市立響ホール(八幡東区)で開催。過去には、アルモニーサンク・北九州ソレイユホール(旧九州厚生年金会館)(小倉北区)、黒崎ひびしんホール等でも開催された。
なお、《天神でクラシック》という名称は、かつて定期演奏会は博多区の福岡サンパレスで行われていたため(福岡市中心部の)『天神で』という表題になったが、現在定期演奏会は天神1丁目にある福岡シンフォニーホールでの公演であるため、計17回はすべて天神での演奏会ということになる。前述の《モーツァルトをあなたに！》はその前段階の企画で、全41回は天神2丁目の福岡銀行本店大ホール(現・ＦＦＧホール)で行われた。

## ディスコグラフィ
九響シリーズ
1. 1812年 ロシア名曲集　小泉和裕(指揮)
2. 華麗なる序曲・前奏曲集　秋山和慶(指揮)
3. シュトラウス・ファミリー名曲集　大町陽一郎(指揮)
4. ワルキューレの騎行 秋山/九響 スーパー・サウンズ　秋山和慶(指揮)
5. ペトルーシュカ／ダフニスとクロエ　秋山和慶(指揮)
6. シュトラウス・ファミリー名曲集2　大町陽一郎(指揮)
7. チャイコフスキー　マンフレッド交響曲　ワルツ、ポロネーズ(「エウゲニー・オネーギン」より) 秋山和慶(指揮)
8. マーラー　交響曲 第1番 ニ長調「巨人」〈花の章〉含む 秋山和慶(指揮)
9. マーラー　交響曲 第9番 ニ長調 秋山和慶（指揮）

1. ベルリオーズ《幻想交響曲》　小泉和裕(指揮)
2. ベートーヴェン　交響曲第9番ニ短調op125　小泉和裕(指揮)

## 外部サイト
- 九州交響楽団オフィシャルホームページ